# الأرض والحرية
الجبهة الوطنية للأرض والحرية هي مجموعة سياسية قومية وشبه عسكرية وصفها خصومها بأنها مجموعة فاشية وواجهة لأنشطة وكالة الاستخبارات المركزية في تشيلي.
شكّل بابلو رودريغيز غريز المجموعة في عام 1970 وانتشرت بشكل سري أكثر وأكثر خلال فترة رئاسة سلفادور أليندي. حاولت المجموعة تنفيذ انقلاب ضد حكومة أليندي في يونيو 1973 في حدث عُرف باسم تانكيتازو، لكنها فشلت. تلقت أوامراً في يوليو 1973 من البحرية التشيلية -التي عارضت مبدأ شنايدر المتمثل بالالتزام العسكري بالدستور- من أجل تخريب البنية التحتية في تشيلي. زاد بين جمعية الوطن والحرية والقوات المسلحة التشيلية التعاون بعد الإضراب الفاشل في أكتوبر 1972 والذي سعى للإطاحة بإدارة أليندي. 
اغتالت المجموعة بالاتفاق مع القطاعات المعارضة لإدارة أليندي في الجيش في 26 يوليو 1973 أرتورو أرايا بيترز والذي كان المعاون البحري له. حُلت الجمعية رسمياً في 12 سبتمبر 1973 في أعقاب انقلاب بينوشيه. ثم جُنِّد أعضاؤها من قبل أجهزة الأمن التشيلية وشاركوا في اضطهاد المعارضين لحكم بينوشيه العسكري. ادّعت بعض المجموعات الصغيرة منذ الانتقال إلى الديمقراطية منذ ذلك الحين أنها ستخلفهم ولكنها لم تكن مرتبطة رسميًا بالجبهة الوطنية للأرض والحرية الأصلية.

## نشأة المجموعة
بدأت المجموعة برئاسة بابلو رودريغيز غريز في الجامعة البابوية الكاثوليكية في تشيلي. انتظمت رسميا في عام 1970 بعد وقت قصير من انتخاب سلفادور أليندي. جمعت الجبهة الوطنية للأرض والحرية بشكل أساسي طلاب الطبقة العليا والمتوسطة الذين وحدوا معتقداتهم المعادية للشيوعية والبرلمانية وشاركوا في شجار الشوارع ضد المعارضين اليساريين، مسلحين بالنشاكو وقنابل المولوتوف. انتقدت الجبهة الوطنية للأرض والحرية تقسيم شيلي بين مختلف الأحزاب السياسية وانتظرت ظهور الزعيم القادر على تجاوز الانقسامات السياسية لتصبح تجسيداً للمشاعر الوطنية. شاركوا جنبا إلى جنب مع الحركة الشبابية للديمقراطية المسيحية والحزب الوطني في مظاهرات ضد إدارة أليندي.

## الدعم المالي
حصلت المجموعة على تمويلها خلال السنة الأولى من رئاسة أليندي عن طريق المخابرات المركزية الأمريكية، بما في ذلك برنامج المسار الثاني للوكالة. تحدث الأستاذ مايكل ستول والبروفيسور جورج أ. لوبيز أنه: تحولت الجهود بعد الفشل في منع أليندي من تولي مهام منصبه إلى محاولة تنحيته عن منصبه. منحت الولايات المتحدة ما لا يقل عن 7 ملايين دولار لوكالة المخابرات المركزية لاستخدامها في زعزعة الاستقرار في المجتمع التشيلي: ويشمل ذلك تمويل ومساعدة جماعات المعارضة والجماعات شبه العسكرية اليمينية مثل جمعية الأرض والحرية. على الرغم من أن الجبهة الوطنية للأرض والحرية قد حُلّت بالفعل إلا أن بعض الأعداء السابقين واصلوا تعاونهم مع نظام بينوشيه.
أعلن مانويل كونتريراس الرئيس السابق لمديرية الاستخبارات الوطنية للعدالة التشيلية في عام 2005 أن الس.ن.آي (خليفة مديرية الاستخبارات الوطنية) سددت مدفوعات شهرية بين عامي 1978 و 1990 للأشخاص الذين عملوا مع وكيل مديرية الاستخبارات الوطنية في شيلي مايكل تاونلي والأعضاء السابقين في الجبهة الوطنية للأرض والحرية: ماريانا كاليخاس (زوجة تاونلي) وفرانسيسكو أويارزون وغوستافو إيتشيب وإوجينيو بيريوس. 
اغتيل بيريوس في عام 1995، عمل بيريوس الذي كان يعمل ككيميائي لدى مديرية الاستخبارات الوطنية في كولونيا ديغناد أيضاً مع مهربي المخدرات. وأدين مايكل تاونلي عام 1976 بتهمة اغتيال الوزير التشيلي السابق أورلاندو ليتيلير وتورط أيضاً في اغتيال الجنرال كارلوس براتس عام 1974 في بوينس آيرس.

## الأنشطة السرية

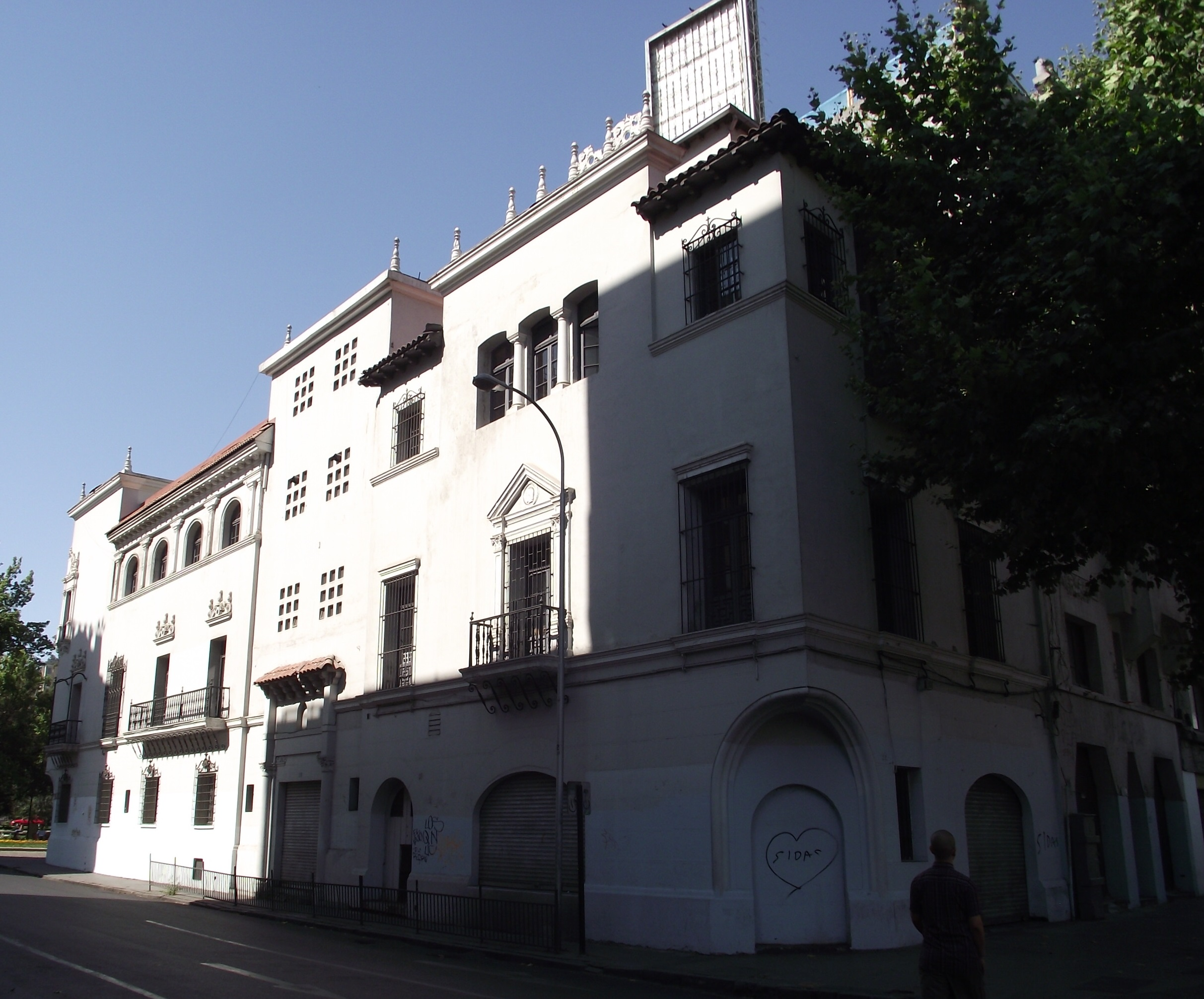
منزل قديم استخدم كمقر للجبهة الوطنية باتريا ليبرتاد حتى عام 1973

### خطة التخريب في يونيو 1973
تضمنت خطة البحرية التشيلية في يونيو عام 1973 تخريب الجسور وخطوط النفط وأبراج الطاقة وإمدادات الوقود. كُشفت الخطة بواسطة روبرتو ثيم (قائد العمليات العسكرية في الجبهة الوطنية للأرض والحرية). نفى ثيم نفسه إلى الأرجنتين بعد فشل تانكيتازو ولكنه عاد لتشيلي في منتصف يوليو 1973 (قبل شهرين من الانقلاب العسكري) وكشف أيضاً أنه تعرض لضغوط من قبل الجيش في عام 1973 من أجل اغتيال السيناتور كارلوس ألتاميرانو والذي كان يعمل كأمين عام للحزب الاشتراكي التشيلي منذ عام 1971.

### اغتيال أولوف بالمه
أوضح الصحفي أندريس ليوبولد في كتابه الذي صدر في عام 2008 وحمل عنوان: «الشجرة السويدية يجب أن تسقط» أن زعيم الجبهة الوطنية للأرض والحرية كان هو من نفذ عملية اغتيال رئيس الوزراء السويدي أولوف بالمه. قُتل رئيس الوزراء السويدي حسب اعتقاد ليوبولد لأنه منح حق اللجوء السياسي للكثير من التشيليين اليساريين أعقاب الانقلاب الذي حدث عام 1973 ضد سلفادور أليندي.

## تصريحات 2004
وقع قائد العمليات العسكرية للجبهة الوطنية للأرض والحرية روبرتو ثايم في 2 ديسمبر 2004 إلى جانب القادة الآخرين خوسيه أغوستين فاسكيز وأرتورو هوفمان، على بيان أشار فيه لتقرير فاليش وتوسل من أجل اعفائهم من أفعالهم في قمع المدنيين والذين أُديروا من قبل مجلس بينوشيه العسكري. وأشاروا إلى أن العديد من أعضاء المجموعة جُنِّدوا من قبل أجهزة الأمن التشيلية وبالتالي تعاونوا في القمع وأعمال التعذيب وحوادث الاختفاء القسري. وعارض ثيم السياسات الاقتصادية النيوليبرالية لنظام بينوشيه وانتقد عدم شعور بينوشيه بالذنب بعد اعتقاله عام 1998 في لندن والإجراءات القضائية اللاحقة في شيلي.

## الإجراءات القضائية
اعتُقل خوان باتريسيو أبرزا كاسيريس الذي كان عضواً سابقاً في الجبهة الوطنية للأرض والحرية في عام 2005 بتهمة اختفاء خوان هيريديا والذي كان متعاطفاً مع حكومة الوحدة الشعبية والذي اختفى في 16 سبتمبر 1973.